# Sủng Trái
Sủng Trái là một xã thuộc huyện Đồng Văn, tỉnh Hà Giang, Việt Nam.

## Địa lý
Xã Sủng Trái nằm ở phía nam huyện Đồng Văn, cách trung tâm huyện 44 km, có vị trí địa lý:
- Phía đông giáp xã Lũng Phìn
- Phía tây giáp xã Vần Chải
- Phía nam giáp huyện Yên Minh
- Phía bắc giáp xã Hố Quáng Phìn.

Xã Sủng Trái có diện tích 26,62 km², dân số năm 2019 là 6.791 người, mật độ dân cư đạt 255 người/km².

## Hành chính
Xã Sủng Trái được chia thành 14 thôn.

## Lịch sử
Ngày 5 tháng 7 năm 1961, Hội đồng Chính phủ ban hành Quyết định số 91-CP về việc thành lập xã Sủng Trái trên cơ sở một phần diện tích và dân số của xã Lũng Phìn.
Ngày 15 tháng 12 năm 1962, Hội đồng Chính phủ ban hành Quyết định số 211-CP về việc thành lập huyện Mèo Vạc trên cơ sở tách xã Sủng Trái thuộc huyện Đồng Văn.
Ngày 21 tháng 12 năm 1982, Hội đồng Bộ trưởng ban hành Quyết định 179-HĐBT về việc tách xã Sủng Trái của huyện Mèo Vạc sáp nhập vào huyện Đồng Văn.